# Heikki Siukola
Heikki Johannes Siukola (* 20. März 1943 in Vimpeli) ist ein finnischer Opernsänger in der Stimmlage Tenor.

## Leben
Der in Finnland geborene Heikki Siukola ist einer der führenden Heldentenöre unserer Zeit. Er studierte an der Sibelius-Akademie in Helsinki bei Persönlichkeiten wie Ettore Campogalliani, Jolanda Maria di Petris, Fedora del Monaco, Irmgard Hartmann und Peter Gougaloff. Nach Beendigung seines Studiums nahm er einige feste Engagements in Deutschland an und ist seit 1982 freischaffend tätig.
Seine regelmäßigen Gastspiele führen ihn seitdem an die bedeutendsten Bühnen der Welt, so an die Wiener Staatsoper, die Deutsche Oper Berlin, die Staatsoper Unter den Linden, die Bayerische Staatsoper, nach Hamburg, Dresden, Strassburg, Lyon, Bordeaux, Montpellier, Lissabon, Catania, Venedig, Bologna, Tokio, Kapstadt, Buenos Aires, Melbourne, an die Londoner Royal Albert Hall und an die Carnegie Hall in New York.
Einen triumphalen Erfolg feierte er 1995 als Titelheld in Tristan und Isolde in einer Neuinszenierung von Günther Schneider-Siemssen mit Gwyneth Jones als Partnerin. Diese Partie wurde dann auch zu seinem Markenzeichen. Heikki Siukola sang sie in 21 Produktionen. Birgit Nilsson bezeichnete ihn als den besten Tristan, den sie je gehört habe.
Siukola arbeitet mit Dirigenten wie Zubin Mehta, Wolfgang Sawallisch, Horst Stein, Franz Welser-Möst, Peter Schneider, Leopold Hager, Heinrich Hollreiser, Heinz Fricke, Riccardo Chailly, Christoph von Dohnányi, Esa-Pekka Salonen und Simone Young.

## Partien
- Ludwig van Beethoven: Fidelio – Florestan
- Ludwig van Beethoven: 9. Sinfonie – Tenor
- Leoš Janáček: Glagolitische Messe – Tenor
- Ruggero Leoncavallo: Pagliacci – Canio
- Gustav Mahler: Das Lied von der Erde – Tenor
- Heinrich Marschner: Hans Heiling – Konrad
- Giacomo Puccini: Turandot – Calaf
- Camille Saint-Saëns: Samson et Dalila – Samson
- Arnold Schönberg: Gurre-Lieder – Valdemar
- Richard Strauss: Die Frau ohne Schatten – Kaiser
- Richard Strauss: Ariadne auf Naxos – Bacchus
- Richard Strauss: Die ägyptische Helena – Menelas
- Giuseppe Verdi: Aida – Radames
- Giuseppe Verdi: Otello – Otello
- Giuseppe Verdi: Messa da Requiem – Tenor
- Richard Wagner: Der fliegende Holländer – Erik
- Richard Wagner: Tannhäuser – Tannhäuser
- Richard Wagner: Lohengrin – Lohengrin
- Richard Wagner: Tristan und Isolde – Tristan
- Richard Wagner: Die Walküre – Siegmund
- Richard Wagner: Siegfried – Siegfried
- Richard Wagner: Götterdämmerung – Siegfried
- Richard Wagner: Parsifal – Parsifal

## Aufnahmen
- Heinrich Marschner: Hans Heiling – Gerd Albrecht – RAI Turin 1972
- Richard Wagner: Lohengrin – Theodor Guschlbauer – Opéra national du Rhin 1985
- Richard Wagner: Tristan und Isolde – Eve Queler – Carnegie Hall New York 1997